# Muralles d'Igualada
Les Muralles d'Igualada o el recinte emmurallat és una obra del municipi d'Igualada (Anoia) que comprèn dos portals del segle xv, el portal d'en Vives i el portal de la Font Major. És una obra declarada bé cultural d'interès nacional.

## Descripció

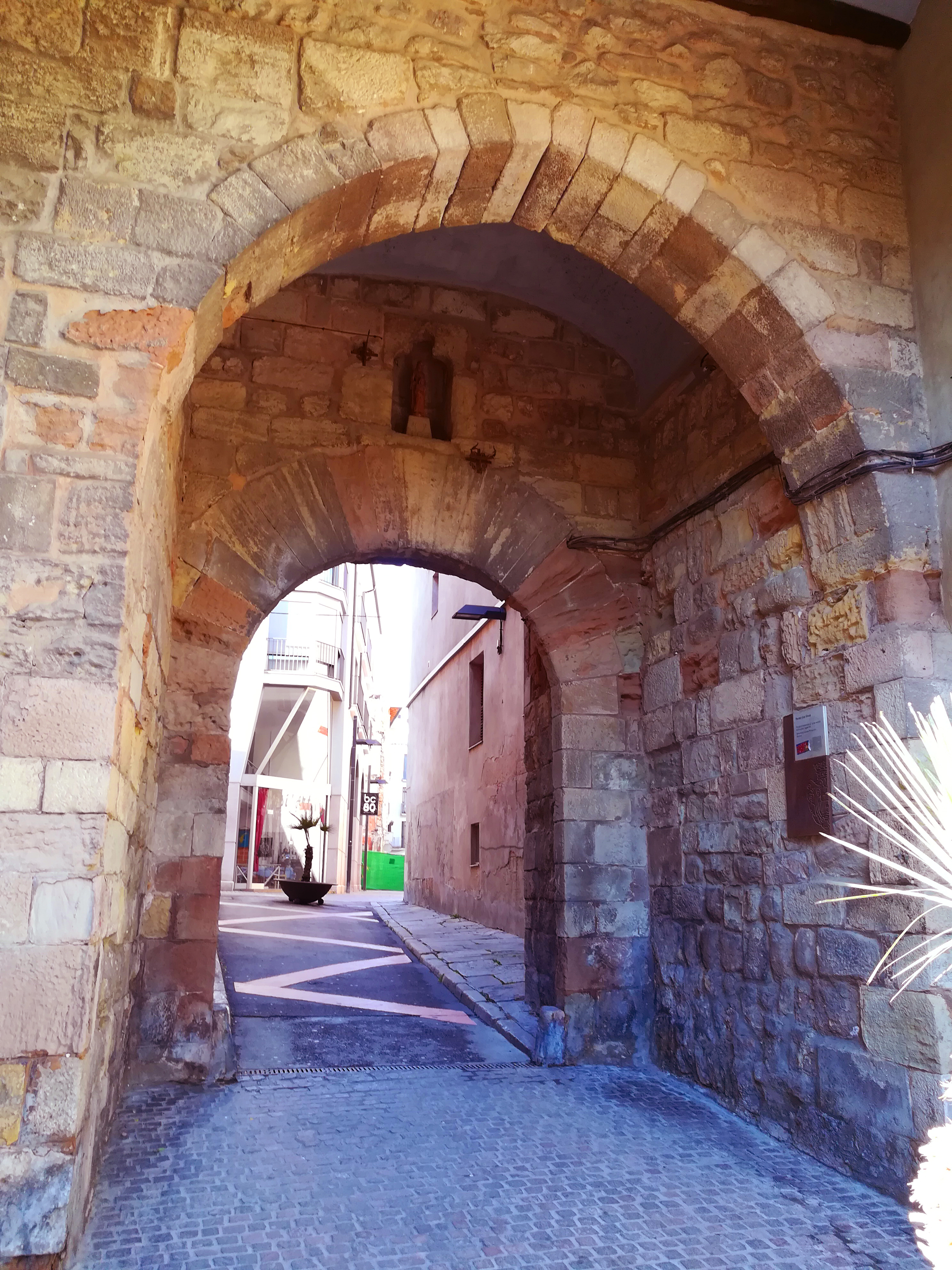
Portal d'en Vives

El portal d'en Vives, també anomenat de les Rovires, està compost per un arc ogival a la part exterior i un de dovellat a l'interior, en el lloc on hi havia la porta de la muralla. Damunt aquest últim hi ha una capelleta amb la imatge de Santa Anna, realitzada en terracuita. Fou restaurat el 1952
El portal de la Font Major o de Gràcia té les mateixes característiques que el portal d'en Vives. A més, presenta una inscripció que diu "Portal de la Font Major/Muralla del segle XV". Al cantó esquerre hi ha una Majòlica de la Verge de Gràcia. L'any 1952 fou restaurat amb un criteri molt discutible per l'arquitecte B. Bassegoda, que es va inventar els merlets que coronen l'arc ogival.

## Història
Els vestigis arquitectònics més antics existents a Igualada es remunten als darrers segles medievals. Dels successius recintes de muralles que encerclaren la ciutat solament es conserven dos portals corresponents a les fortificacions del s. XV. Aquestes darreres muralles, construïdes entre 1438-1463, tenien trenta-sis torres i set portes, que tancaven el nucli antic. Els dos portals que es conserven són aquests.